# 紫被光叶荛花
紫被光叶荛花（学名：Laplacea glabra f. purpurea）为山茶科南美大头茶属兴叶荛花的变型。分布于中国大陆的浙江、安徽等地，生长于海拔900米至1,800米的地区，多生在林下和路边，目前尚未由人工引种栽培。